# ساكن علي الصيدى (الوضيع)

تعديل مصدري - تعديل

ساكن علي الصيدى هي إحدى قرى عزلة  الوضيع بمديرية الوضيع التابعة لمحافظة أبين، بلغ تعداد سكانها 20 نسمة حسب تعداد اليمن لعام 2004.